# Sparattanthelium tupiniquinorum
Sparattanthelium tupiniquinorum là một loài thực vật có hoa trong họ Hernandiaceae. Loài này được Mart. miêu tả khoa học đầu tiên năm 1841.